# Štít (Křeslice)
Štít je hospodářský dvůr. Nachází se na území dnešních Křeslic v Praze. Štít je chráněn jako kulturní památka České republiky.

## Historie
Tato usedlost byla postavena někdy kolem roku 1822, kdy získala svůj současný klasicistní vzhled. Sloužila jako místo pro chov koní i jako sýpka. V roce 1958 byla stavba prohlášena kulturní památkou. V současnosti chátrá. V areálu dvora při severním křídle se nachází malé občerstvení s altánem. V bezprostředním okolí prochází cyklostezka A23, naučná stezka „Povodím Botiče“, zelená turistická stezka, vedoucí z Kateřinek do Uhříněvsi a červená turistická stezka, vedoucí z Hostivaře dále údolím Botiče do Průhonice.

## Popis
Jde o tříkřídlovou budovu uzavírající dvůr. Střední křídlo je třípatrové, s viditelně zazděnými okny, z období přeměny dvoru na sýpku. Severní křídlo je přízemní s valeně klenutým sálem, sloužícím jako stáje. Jižní křídlo obsahuje řadu valeně klenutých místností, sloužících v minulosti jako sklady a chlévy. Ze západu uzavírá vnitřní dvůr kamenná zeď s branou.